# Walter de Gruyter
Walter de Gruyter (wym. [də ˈɡʁɔʏ̯tɐ]) – niemieckie wydawnictwo specjalizujące się w literaturze naukowej.
Przedsiębiorstwo zostało założone w 1923 roku.
Nakładem wydawnictwa wychodzą publikacje z następujących dziedzin: architektura, literaturoznawstwo, nauka o komunikacji i językoznawstwo, filozofia, teologia, judaistyka i religioznawstwo, sztuka, filologia klasyczna i historia, medycyna, nauki przyrodnicze, fizyka i matematyka, prawo, bibliotekoznawstwo i informatyka.